# Mario Perazzolo
Mario Perazzolo (Padova, 7 giugno 1911 – Padova, 3 agosto 2001) è stato un allenatore di calcio e calciatore italiano, di ruolo mediano, che fu Campione del Mondo nel 1938 con la Nazionale Italiana.

## Carriera

### Giocatore

#### Club
Interno cresciuto nel Padova club nel quale mise a segno la sua prima rete il 17 novembre 1929 nella settima giornata di campionato, nella sconfitta in trasferta contro l'Ambrosiana per 6-1.
Giocò cinque anni tra le file dei patavini, club con il quale retrocedette nella stagione 1929-1930 in Serie B, riguadagnando due anni dopo la massima serie.
Nel 1933 venne ingaggiato dalla Fiorentina, disputando con i Viola tre campionati prima di trasferirsi al Genova 1893.
Con i rossoblù vinse la Coppa Italia 1936-1937 giocando anche la finale e propiziando il gol della vittoria di Luigi Torti.
Con i rossoblù scenderà in campo 164 volte segnando 14 reti, divenendo punto di riferimento del club genovese, dove grazie alle ottime prestazioni conquistò la maglia azzurra.
Nel 1942 termina il rapporto con il sodalizio rossoblù, poiché viene ingaggiato dal Brescia che non lascerà sino al 1948 tranne la breve parentesi tra le file del Padova nel 1944, club con il quale disputò Campionato Alta Italia 1943-44.
Lasciato il Brescia si trasferisce al Siracusa, dove pur rimanendovi due stagioni, disputò un solo incontro.

#### Nazionale
Perazzolo vestì la maglia azzurra in otto occasioni.
Il suo esordio avvenne nel match amichevole contro la nazionale tedesca a Berlino il 15 novembre 1936. Giocò altri sette incontri, sempre amichevoli, senza segnare reti.
Era nella rosa dell'Italia campione nel Campionato mondiale di calcio 1938, competizione nella quale non venne mai schierato.
Il suo ultimo incontro con la Nazionale lo disputò sempre nella capitale tedesca contro i Teutonici il 26 novembre 1939.

### Allenatore
Ebbe la sua prima esperienza come allenatore nel Brescia, dove pur continuando a giocare, rivestì anche l'incarico di allenatore al posto del dimissionario Giovanni Ferrari dalla seconda giornata del campionato 1945-1946 dove ottenne il quinto posto nel Campionato Alta Italia Serie A.
Lasciata Brescia divenne allenatore del Siracusa, club con il quale comunque calcò anche il campo in un'occasione, conquistò nella stagione di serie B 1950-1951 il quinto posto, pur non lottando mai realmente per la promozione in serie A.
Rescinde il contratto con il club aretuseo nel novembre 1951 poiché gli viene offerta la panchina della Triestina, che militava in Serie A. Subentra all'undicesima giornata di campionato a Béla Guttman alla guida del club giuliano, che riuscirà a salvare dalla retrocessione in serie B dopo gli spareggi contro Lucchese e Brescia.
Con gli alabardati rimane anche la stagione successiva ottenendo un'altra salvezza.
Lasciata Trieste torna al Brescia in serie B, che guida al quinto posto, senza potersi mai inserirsi realmente nella lotta promozione.
Il ritorno in Lombardia dura solo un anno, poiché Perazzolo nel 1955 si siede sulla panchina del Taranto. La prima stagione in Puglia è buona, e i rossoblù conquistano la salvezza con qualche partita d'anticipo.
In quella successiva la gestione di Perazzolo si conclude alla 14ª giornata, dopo la sconfitta per 3 a 0 sul campo della Sambenedettese il 6 gennaio 1957, quando egli viene esonerato.
Negli anni sessanta allena il Città di Castello, la Fermana e poi il Campobasso.
Nel 1972 viene nuovamente chiamato a sedersi su una panchina di calcio. Per Perazzolo è un ritorno alle origini poiché torna nella squadra che lo aveva lanciato come giocatore, il Padova. Il club veneto milita in Serie C e Perazzolo viene affiancato da Mauro Gatti, il capitano, alla guida della squadra. Il suo ritorno presso i biancoscudati si conclude però molto presto, complice la sconfitta esterna del 26 novembre 1972 per tre a uno contro il Rovereto e i soli nove punti conquistati dai patavini.

## Statistiche

### Cronologia presenze e reti in nazionale
| Cronologia completa delle presenze e delle reti in nazionale ― Italia | Cronologia completa delle presenze e delle reti in nazionale ― Italia | Cronologia completa delle presenze e delle reti in nazionale ― Italia | Cronologia completa delle presenze e delle reti in nazionale ― Italia | Cronologia completa delle presenze e delle reti in nazionale ― Italia | Cronologia completa delle presenze e delle reti in nazionale ― Italia | Cronologia completa delle presenze e delle reti in nazionale ― Italia | Cronologia completa delle presenze e delle reti in nazionale ― Italia |
| Data                                                                  | Città                                                                 | In casa                                                               | Risultato                                                             | Ospiti                                                                | Competizione                                                          | Reti                                                                  | Note                                                                  |
| --------------------------------------------------------------------- | --------------------------------------------------------------------- | --------------------------------------------------------------------- | --------------------------------------------------------------------- | --------------------------------------------------------------------- | --------------------------------------------------------------------- | --------------------------------------------------------------------- | --------------------------------------------------------------------- |
| 15-11-1936                                                            | Berlino                                                               | Germania                                                              | 2 – 2                                                                 | Italia                                                                | Amichevole                                                            | -                                                                     |                                                                       |
| 22-5-1938                                                             | Genova                                                                | Italia                                                                | 4 – 0                                                                 | Jugoslavia                                                            | Amichevole                                                            | -                                                                     |                                                                       |
| 4-6-1939                                                              | Belgrado                                                              | Jugoslavia                                                            | 1 – 2                                                                 | Italia                                                                | Amichevole                                                            | -                                                                     |                                                                       |
| 8-6-1939                                                              | Budapest                                                              | Ungheria                                                              | 1 – 3                                                                 | Italia                                                                | Amichevole                                                            | -                                                                     |                                                                       |
| 11-6-1939                                                             | Bucarest                                                              | Romania                                                               | 0 – 1                                                                 | Italia                                                                | Amichevole                                                            | -                                                                     |                                                                       |
| 20-7-1939                                                             | Helsinki                                                              | Finlandia                                                             | 2 – 3                                                                 | Italia                                                                | Amichevole                                                            | -                                                                     |                                                                       |
| 12-11-1939                                                            | Zurigo                                                                | Svizzera                                                              | 3 – 1                                                                 | Italia                                                                | Amichevole                                                            | -                                                                     |                                                                       |
| 26-11-1939                                                            | Berlino                                                               | Germania                                                              | 5 – 2                                                                 | Italia                                                                | Amichevole                                                            | -                                                                     |                                                                       |
| Totale                                                                |                                                                       | Presenze                                                              | 8                                                                     |                                                                       | Reti                                                                  | 0                                                                     |                                                                       |

## Palmarès

### Club
- Coppa Italia: 1

Genoa: 1936-1937

### Nazionale
- Campionato mondiale: 1

Francia 1938